# Municipio de Palisade
El municipio de Palisade (en inglés: Palisade Township) es un municipio ubicado en el condado de Minnehaha en el estado estadounidense de Dakota del Sur. En el año 2010 tenía una población de 358 habitantes y una densidad poblacional de 6,34 personas por km².

## Geografía
El municipio de Palisade se encuentra ubicado en las coordenadas 43°41′40″N 96°28′51″O / 43.69444, -96.48083. Según la Oficina del Censo de los Estados Unidos, el municipio tiene una superficie total de 56.44 km², de la cual 56,07 km² corresponden a tierra firme y (0,66 %) 0,37 km² es agua.

## Demografía
Según el censo de 2010, había 358 personas residiendo en el municipio de Palisade. La densidad de población era de 6,34 hab./km². De los 358 habitantes, el municipio de Palisade estaba compuesto por el 99,44 % blancos, el 0,28 % eran afroamericanos, el 0,28 % eran asiáticos. Del total de la población el 0 % eran hispanos o latinos de cualquier raza.